# Vasilis Dimitriou
Vasilis Dimitriou (Grieks: Βασίλης Δημητρίου) (13 augustus 1977) is een Cypriotisch voetbalscheidsrechter.
Op 12 juli 2012 floot Dimitriou zijn eerste wedstrijd in de voorronde van de UEFA Europa League. NK Osijek en FC Santa Coloma troffen elkaar in de eerste ronde (3-1). In dit duel deelde Dimitriou vijf gele kaarten uit.
Zijn eerste interland floot hij op 16 oktober 2018, toen Gibraltar met 2–1 won van Liechtenstein.

## Interlands
| Datum           | Plaats    | Wedstrijd                 | Uitslag | Competitie                  | Kreeg geel | Kreeg voor de tweede keer geel en dus rood | Weggestuurd |
| --------------- | --------- | ------------------------- | ------- | --------------------------- | ---------- | ------------------------------------------ | ----------- |
| 16 oktober 2018 | Gibraltar | Gibraltar – Liechtenstein | 2 – 1   | UEFA Nations League 2018/19 | 6          | 0                                          | 0           |